# Edda Hannesdóttir
Guðlaug Edda Hannesdóttir (* 8. Dezember 1994 in Reykjavík) ist eine isländische Triathletin.

## Karriere
Edda Hannesdóttir gab am 23. Juli 2017 in Tiszaújváros ihr Debüt im ITU Weltcup. Bei den Europameisterschaften 2018 belegte sie den 20. Platz. Ein Jahr später verbesserte sie sich bei den Europameisterschaften in Weert auf Rang 14. Durch ein Stipendium des IOC gefördert, gelang ihr als erster Triathletin aus Island die Qualifikation für die Olympischen Sommerspiele 2024 in Paris. Dort belegte sie im Einzel den 51. Platz.